# Matilde de Frisia
Matilde de Frisia (muerta en 1044) fue la segunda esposa y la primera Reina consorte de Enrique I. Era hija de Liudolfo de Frisia, y Gertrudis.
Su fecha de nacimiento es desconocida. Matilde y Enrique se casaron en 1043 tras la muerte de su primera esposa, también llamada Matilde, hija del emperador Conrado II. Después de su muerte, Enrique se casó con Ana de Kiev.